# Nicolò Capocci
Nicolò Capocci (n. sfârșitul secolului XIII - d. 26 iulie 1368, Montefiascone) a fost un cardinal italian.
A studiat dreptul la Universitatea din Perugia; mai târziu, în 1362, a fondat acolo Collegium Gregorianum (mai târziu numit Sapienza vecchia).
A fost propus ca episcop de Utrecht în 1341, însă numirea, fiind într-o situație de conflict, a durat doar un an. El a fost în Spania ca episcop de Urgel, 1348-1351. A acționat ca legat papal în Franța, încercând să facă pace cu englezii. În 1356 a fost acolo cu Hélie de Talleyrand-Périgord, chiar înainte de bătălia de la Poitiers. S-a certat cu Talleyrand, mai târziu în acel an, și a funcționat independent de Paris. El a fost în Anglia în iunie 1357, înapoi cu Talleyrand. La jumătatea anului 1358, legații și papa Inocențiu al VI-lea au deznădăjduit la un tratat eficient: eșecul total al celei mai lungi misiuni papale de pace a secolului al XIV-lea.